# Curimagua chapmani
Curimagua chapmani is een spinnensoort uit de familie Symphytognathidae. De soort komt voor in Venezuela.